# Il disco nuovo/Il disco volante
Il disco nuovo/Il disco volante è il terzo album in studio del gruppo musicale italiano Two Fingerz, pubblicato il 13 dicembre 2010 dalla Brioche Edizioni Musicali. Entrambi contengono collaborazioni con Dargen D'Amico, Fabri Fibra, Sewit Villa, Simona Barbieri, MasterMaind, Big Fish e Yves.

## Descrizione
Il primo disco, Il disco nuovo, è percepito dal duo come una continuazione del loro percorso dopo Figli del caos e Il disco finto. Al contrario, ne Il disco volante, il duo cerca nuove sonorità tendenti all'house e all'electro hop, mantenendo comunque il proprio stile hip hop.
In origine doveva essere un unico Il disco nuovo, che doveva comprendere le tracce migliori, ma Fabri Fibra, al quale i due autori avevano chiesto un consiglio su quali tracce scegliere, ha consigliato di pubblicarle tutte dividendole in due dischi. 

## Tracce
CD 1 – Il disco nuovo
1. Figli del mouse
2. Starnuti da 50 euro
3. Quanti Danti
4. Chebbomba
5. Blu (feat. Dargen D'Amico)
6. Sempre accese (feat. Yves)
7. Troppe parole (feat. MasterMaind)
8. Più vuoi
9. Nessuno ascolta (Na nana nana) (feat. Dargen D'Amico)
10. Un ritornello che fa
11. Canzoni da stadio (Po po po pooo) (feat. Fabri Fibra)
12. Pensare a loro (feat. Simona Barbieri & Yves)
13. Buffo (feat. Dargen D'Amico & Sewit Villa)

- Testi: Daniele Lazzarin, Jacopo D'Amico, Riccardo Garifo
- Musiche: Riccardo Garifo, Stefano Breda

CD 2 – Il disco volante
1. Hey DJ
2. Woody Allen
3. La storia di un clap
4. Puttana (feat. Dargen D'Amico)
5. Credi che t'amo (feat. Dargen D'Amico)
6. Come Dio (feat. Yves)
7. Automatico  (feat. Dargen D'Amico)
8. La scimmia vede la scimmia fa (feat. Big Fish)
9. Erba  (feat. Dargen D'Amico)
10. Reverse (feat. Dargen D'Amico)
11. Sempre più convinto (Outro)

- Testi: Daniele Lazzarin, Jacopo D'Amico e Riccardo Garifo
- Musiche: Riccardo Garifo, Massimiliano Dagani, Stefano Breda